# Hauville
Hauville é uma comuna francesa na região administrativa da Normandia, no departamento de Eure. Estende-se por uma área de 14,6 km². Em 2010 a comuna tinha 1 300 habitantes (densidade: 89 hab./km²).